# Rue Dubois
La rue Dubois est une rue du quartier des Cordeliers située sur la presqu'île dans le 2e arrondissement de Lyon, en France.

## Situation et accès
La rue commence quai Saint-Antoine et se termine rue du Président-Édouard-Herriot face à la rue Henri-Germain. Elle est traversée par les rues Mercière et de Brest. La circulation se fait dans le sens inverse de la numérotation et à double-sens cyclable ; on accède ensuite au quai en passant sous la voûte d'un immeuble. En suivant le sens de la circulation, on trouve un stationnement des deux côtés et quelques places réservés à la livraison vers la rue Herriot puis le stationnement est d'un seul côté jusqu'à la rue Mercière.

## Origine du nom
L'origine du nom de la rue est incertaine et plusieurs hypothèses ont été proposées.

## Histoire
Jean-Baptiste Monfalcon, dans son histoire monumentale de la Ville de Lyon, donne des éléments mais basés sur des suppositions, selon lesquelles ce nom porte le nom d'un maréchal-ferrant nommé Du Boys dont l'atelier était sur cette rue ou que des marchands de bois s'y trouvaient.
Auparavant il y avait une rue des Souffletiers qui était entre le quai Saint-Antoine et la rue Mercière, et une rue Chalamont entre la rue Mercière et la rue de Brest. En 1855, la rue Dubois absorbe ses deux rues.
La rue Dubois allait jusqu'au palais de la Bourse mais en 1962, la partie entre la rue du Président-Édouard-Herriot et la rue de la République devient la rue Henri-Germain.